# Сент Антони (округ Хенепин, Минесота)
Сент Антони (енгл. St. Anthony, Hennepin County) град је у америчкој савезној држави Минесота.

## Демографија
По попису из 2010. године број становника је 8.226, што је 214 (2,7%) становника више него 2000. године.
| Група             | 2000.         | 2010.         |
| Белци             | 7.187 (89,7%) | 6.900 (83,9%) |
| Афроамериканци    | 165 (2,1%)    | 414 (5,0%)    |
| Азијати           | 361 (4,5%)    | 483 (5,9%)    |
| Хиспаноамериканци | 132 (1,6%)    | 237 (2,9%)    |
| Укупно            | 8.012         | 8.226         |